# ایرینا پانتائوا
ایرینا پانتائوا (انگلیسی: Irina Pantaeva؛ زادهٔ ۳۱ اکتبر ۱۹۶۷) هنرپیشه و مانکن اهل روسیه است. از فیلم‌هایی که وی در آن نقش داشته است می‌توان به تا جایی که پاهایم توان رفتن دارد و مورتال کامبت: نابودی اشاره کرد.